# Wolfgang Tillmans
Wolfgang Tillmans (Remscheid, 16 agosto 1968) è un fotografo tedesco.
È noto per le sue foto della sottocultura giovanile londinese.

## Biografia
Nel 2000 è stato il primo fotografo non inglese a vincere il Turner Prize. Nel 2001 è stato eretto a Monaco un suo monumento, il memoriale delle vittime dell'AIDS. Nel 2002 ha una esperienza nel campo dei videoclip, girando il video per il singolo Home and Dry dei Pet Shop Boys. Nel 2015 gli è stato assegnato l'Hasselblad Foundation International Award in Photography. 
Nel 2018 riceve a Palermo dalle mani di Letizia Battaglia il Premio Nino Gennaro del Sicilia Queer filmfest.